# Metoděj Charousek
Metoděj Charousek (?, 1908. április 6. – ?, 1969. július 31.) cseh nemzetközi labdarúgó-játékvezető.

## Pályafutása

### Nemzetközi játékvezetés
A Csehszlovák labdarúgó-szövetség Játékvezető Bizottsága (JB) terjesztette fel nemzetközi játékvezetőnek, a Nemzetközi Labdarúgó-szövetség (FIFA) 1953-tól tartotta nyilván bírói keretében. Több nemzetek közötti válogatott és klubmérkőzést vezetett, vagy működő társának partbíróként segített. Az aktív nemzetközi játékvezetéstől 1954-ben búcsúzott. Válogatott mérkőzéseinek száma: 2.

## Statisztika

### Nemzetközi válogatott mérkőzései
| #  | Dátum                | Helyszín                | Hazai        | Eredmény | Vendég       | Kiírás     | Gólok | Esemény |
| -- | -------------------- | ----------------------- | ------------ | -------- | ------------ | ---------- | ----- | ------- |
| 1. | 1953. október 4.     | Szófia, Levszki-stadion | Bulgária     | 1 – 1    | Magyarország | barátságos | -     |         |
| 2. | 1954. szeptember 19. | Budapest, Népstadion    | Magyarország | 5 – 1    | Románia      | barátságos | -     |         |
|    | Összesen             |                         |              | 2        | mérkőzés     |            |       |         |